# Mont Nlonako Wildlife Reserve
Das Mont Nlonako Wildlife Reserve ist ein Wildreservat und ein geplantes Schutzgebiet (WDPA ID: 308631) in der Küstenregion Kameruns. Dieses Naturschutzgebiet erstreckt sich über eine Fläche von etwa 641,24 Quadratkilometern (247,58 Quadratmeilen) auf der Südostseite der Stadt Nkongsamba, beginnend am Mont Nlonako.
Das Reservat besteht aus Tieflandwäldern, die sich östlich bis zum Fluss Nkam (der die Ostgrenze des Reservats bildet) und südlich bis zum Fluss Nkébé (einem Nebenfluss des Nkam) erstrecken. Im Reservat wurden 267 Vogelarten identifiziert.
Der Mont Nlonako beherbergt 93 Amphibienarten, darunter den Goliathfrosch (Conraua goliath) und Arthroleptis nlonakoensis aus der Familie der Langfingerfrösche, dessen spezifischer Beiname nlonakensis sich auf den Berg bezieht, wo das erste Exemplar von Carl Ludwig Ledermann während seiner Expedition nach Kamerun im Jahr 1909 entdeckt wurde. Des Weiteren ist Vitex nlonakensis, eine Pflanzenart aus der Familie der Lippenblütler und der Gattung Vitex, am Berg endemisch.
Aufgrund des Mangels an Beschäftigungs- und Lebensunterhaltsmöglichkeiten betreiben die Einheimischen in und um das Gebiet des Mont Nlonako häufig Jagd und Wilderei.